# Оболенський Олександр Петрович
Князь Олександр Петрович Оболенський (10 січня 1782, Москва — 18 квітня 1855, Москва) — російський державний діяч, сенатор, калузький губернатор (1825—1831).

## Біографія
Син князя Петра Олександровича Оболенського (1742—1822) від його шлюбу з княжною Катериною Андріївною Вяземською (1741—1811). Дитинство та юність провів у батьківському домі, здобувши домашнє виховання. У 1798 році батько привіз його до Петербурга.
Незважаючи на бажання юного князя вступити на військову службу, батько записав його до колегії іноземних справ. Проте не минуло й кількох місяців, як імператор, вважаючи, що дворяни уникають військової служби, наказав подати список службовців колегії та власноруч призначив дванадцятьох із них, включно з Оболенським, штандард-юнкерами до кінної гвардії. Так князь Оболенський потрапив до Лейб-гвардії Кінного полку, де в 1801 році був підвищений до корнета, а у вересні наступного року — до поручика. У грудні того ж року з особистих причин вийшов у відставку й протягом п’яти років не перебував на службі, проживаючи майже безвиїзно в батьківському маєтку Троїцькому поблизу Москви.
У 1807 році, у званні капітана, знову вступив на військову службу й був зарахований до Інгерманландського драгунського полку, що перебував тоді в Пруссії. Генерал Д. С. Дохтуров призначив його своїм ад’ютантом. З цим полком Оболенський 24 травня 1807 року брав участь у зайнятті Ломітена. За цей бій йому було подаровано золоту шпагу з написом «за хоробрість». Також він активно брав участь у битвах під Гейльсбергом та під Фрідландом, за що отримав орден Святого Володимира 4-го ступеня та був підвищений до майора.
Після закінчення бойових дій у лютому 1809 року вдруге вийшов у відставку в званні підполковника. Тоді ж його призначили до двору великої княгині Катерини Павлівни у званні камер-юнкера, перейменувавши на чин надвірного радника та приписавши до відомства шляхів сполучення, де служив чоловік великої княгині — принц Ольденбурзький.
За наказом від 1 вересня 1809 року його знову призначили до Лейб-гвардії Кінного полку штабс-ротмістром із призначенням ад’ютантом до принца Ольденбурзького, який на той час обіймав посаду генерал-губернатора Тверської, Новгородської та Ярославської губерній. Таким чином, із кінця 1809 до початку 1812 року князю довелося жити в Твері.
Війна 1812 року, що відкликала принца Ольденбурзького до діючої армії, спонукала князя проситися на театр воєнних дій. Як ад’ютант принца, він отримав дозвіл прибути до Вільни, де перебував принц, але цар відправив його назад до Петербурга до двору великої княгині Катерини Павлівни. Коли Катерина Павлівна вирішила за власні кошти (500 тисяч рублів) сформувати батальйон, вона доручила його формування та командування Оболенському.
1 листопада 1812 року сформований єгерський батальйон пройшов огляд у Ярославлі й вирушив під командуванням князя, щойно підвищеного до полковника, до діючої армії, яка вже переслідувала Наполеона. У квітні 1813 року князь із батальйоном прибув до Дессау, де на той час розташовувалася головна квартира головнокомандувача. У квітні 1813 князь із батальйоном відзначився в битві при Лютцені, отримавши кульове поранення, але оволодівши селом Грос-Гертен, за що був нагороджений орденом Святого Георгія 4-го ступеня.
Протягом усього 1813 року князь із батальйоном брав участь у воєнних операціях і не раз активно діяв у боях, особливо відзначившись у Кульмській битві, що принесла йому орден Святої Анни 2-го ступеня, та в битві під Лейпцигом, за яку він отримав орден Святої Анни 2-го ступеня з діамантовими прикрасами. Коли батальйон разом із діючою армією прибув до Франкфурта-на-Майні, цар наказав приєднати його до Гренадерського корпусу, у складі якого він брав участь у походах 1814 року.
У березні 1814 року князь попросив відпустку за станом здоров’я. У травні того ж року він повернувся до полку, але в червні батальйон розформували й відправили назад до Росії. Князь тимчасово залишився при великій княгині, яку супроводжував до Відня, куди прибув і імператор. У Відні Оболенський вибрав собі відпустку й у грудні 1813 року прибув до Твері. У березні 1815 року його викликали до Відня в імператорську головну квартиру, де він отримав призначення перебувати при великій княгині до її повернення в Росію. У вересні отримав відпустку й повернувся до Москви. У грудні вийшов у відставку, не знайшовши підходящої цивільної посади, і виїхав до свого села.
Скрутне матеріальне становище та турботи про велику сім’ю, що на той час складалася з 10 дітей, змусили князя знову клопотати про службу. У лютому 1825 року, у званні статського радника, його призначили цивільним губернатором у Калузі. На цій посаді він перебував близько семи років. У 1826 році був підвищений до дійсних статських радників, а в 1831 році — до таємних.
1 жовтня 1831 року залишив посаду калузького губернатора, отримавши призначення до Москви для присутності в 1-му відділенні 6-го департаменту Сенату, а в листопаді того ж року був призначений почесним опікуном Московської опікунської ради. У 1832 році його перевели до присутності в цивільному 8-му департаменті Сенату, а також доручили керувати новоствореним Військово-сирітським училищем; у жовтні того ж року його затвердили совісним суддею московського совісного суду.
У 1839 році його перевели з 8-го до 7-го департаменту Сенату, а в 1845 році — назад до 8-го департаменту. У 1852 році, з огляду на похилий вік, його включили до числа «неприсутніх сенаторів».
За старанну службу в званні сенатора та почесного опікуна князь був підвищений до дійсних таємних радників і нагороджений орденами, включно з орденом Святого Володимира 1-го ступеня, а також знаком бездоганної служби за 30 років. У 1854 році, під час збору ополчення з нагоди Кримської війни, калузьке дворянство, пам’ятаючи та шануючи попередні заслуги князя, обрало його начальником губернського ополчення, але він відмовився через похилий вік.
18 квітня 1855 року помер у Москві.

## Нагороди
- Орден Святого Володимира 4-го ступеня (1807 рік)
- Орден Святого Володимира 3-го ступеня
- Орден Святого Володимира 2-го ступеня (1838 рік)
- Орден Святого Володимира 1-го ступеня
- Орден Святого Олександра Невського (1845 рік)
- Діамантові знаки до ордена Святого Олександра Невського (1848 рік)
- Орден Білого Орла (1841 рік)
- Золота шпага «За хоробрість» (18 травня 1808 року)
- Орден Святого Георгія 4-го ступеня (15 вересня 1813 року)
- Орден Святої Анни 2-го ступеня з діамантами (1813 рік)
- Орден Святої Анни 1-го ступеня (1829 рік)
- Знак імператорської корони до ордена Святої Анни 1-го ступеня (1835 рік)
- Знак бездоганної служби за XXX років

Іноземні:
- Австрійський орден Святого Стефана, лицарський хрест (1814)
- Прусський Орден Pour le Mérite
- Прусський Орден Червоного орла